# تراز (لالی)
تراز، شهری در بخش حَتی شهرستان لالی در استان خوزستان ایران است. این شهر، مرکز بخش حَتی است.در تاریخ نوزدهم آذرماه ۱۴۰۳ دکتر عزت اله مهری بابادی با حکم استاندار خوزستان به عنوان اولین شهردار این شهر منصوب گردید.

## جمعیت
بر پایه سرشماری عمومی نفوس و مسکن در سال ۱۳۹۵، جمعیت آن ۵۱۱ نفر (۱۲۶ خانوار) بوده‌است.